# Motor V6
Um V6, 24-válvulas, motor DOHC
V6 é uma configuração de motor de combustão interna em que seis cilindros estão dispostos em duas bancadas de três cilindros, unidas pela parte de baixo, formando um "V". 
Estes motores podem ser tanto de ciclo de Otto, quanto de ciclo Diesel.
No passado os motores de seis cilindros em linha, eram predominantes, visto que não havia necessidade de produzir motores compactos, uma vez que os automóveis eram produzidos com tração traseira. Os fatores que mais contribuem para tornar os motores V6 mais adequados que os motores de seis cilindros em linha são: a generalização do uso da tração dianteira, a tendência atual de estética, em que predomina a frente em forma de cunha, o que demanda motores compactos montados geralmente na posição transversal.
Os motores da geração atual (a partir da temporada de 2014) da Formula 1 são motores V6 Turbo-Híbridos, contando com um sistema de recuperação de energia cinética (MGU-K) e de energia térmica (MGU-H), chegando a mais de 1050 cavalos de potência.
O primeiro motor V6 do mundo foi produzido pela Lancia em 1950.

## Ângulos do "V"

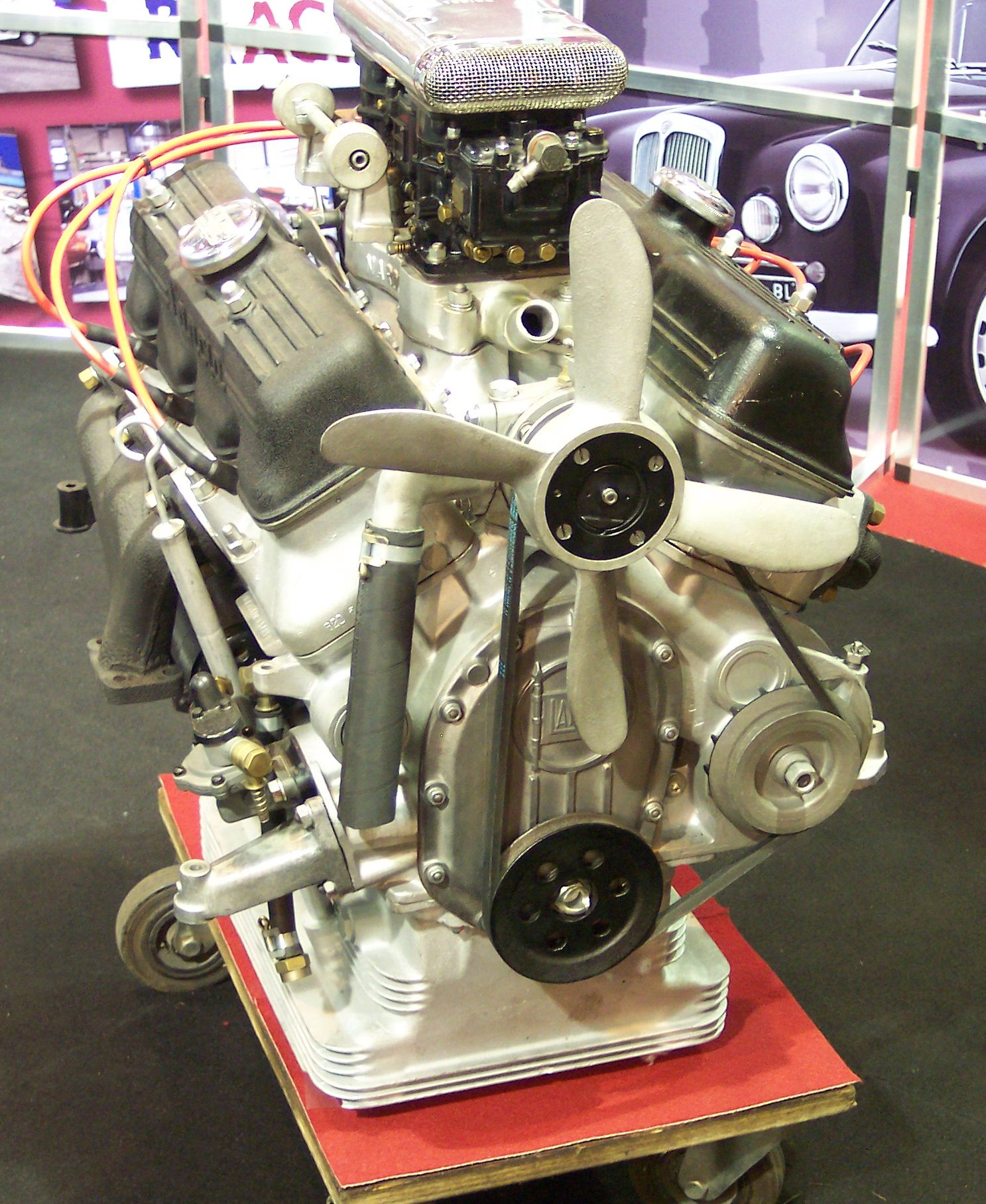
Lancia V6.

O ângulo ótimo para minimizar vibrações em motores V6 é de 60°. 
Os motores V6 com ângulo de 90°, são produzidos aproveitando as linhas de produção ajustadas aos motores V8 (para os quais 90° é o mais adequado).
Motores com ângulo estreito são bastante compactos, mas apresentam bastante vibração. A Lancia lançou um motor com esta configuração em 1924. Mais recentemente a Volkswagen usou tal configuração, nos motores VR6.

### Motores com ângulo diferente de 60° e de 90°
A Volkswagen produziu motores denominados VR6, com ângulo entre fileiras de cilindros de 10,6° e também com ângulo de 15°. Estes ângulos são tão estreitos que tornam estes motores muito parecidos com os motores de seis cilindros em linha, como a ordem de ignição e o uso de um único cabeçote (br) / cabeça do motor (pt). 
A Opel produziu motores V6 com ângulo de 54°, de modo a serem usados em automóveis de tração dianteira.
O motor da Ferrari Dino foi inicialmente alimentado por carburadores. Um ângulo de 60° limitava o tamanho dos carburadores, para viabilizar a instalação destes optou-se por um ângulo de 65°, o que trouxe um ligeiro aumento de vibração.

## Aplicações
Geralmente é aplicado em veículos de grande porte, como sedãs, SUVs, caminhonetas e alguns crossovers para melhor adequação, sendo bastante popular essa configuração nas categorias. O motor v8 também é comum em carros esportivos e muscle cars.